# Marie Martinod
Marie Martinod (Bourg-Saint-Maurice, 20 luglio 1984) è un'ex sciatrice freestyle francese, specialista dell'halfpipe.

## Biografia
Ha esordito in Coppa del Mondo il 22 novembre 2003 a Saas-Fee, in Svizzera, subito ottenendo la prima vittoria. Nel 2004 ha conquistato la Coppa del Mondo di halfpipe.
In carriera ha preso parte a due edizioni dei Giochi olimpici invernali, Soči 2014 (2ª nell'halfpipe) e Pyeongchang 2018 (2ª nell'halfpipe), e a due dei Campionati mondiali, Oslo-Tryvann 2013 (5ª nell'halfpipe) e Sierra Nevada 2017 (2ª nell'halfpipe).

## Palmarès

### Olimpiadi
- 2 medaglie:
  - 2 argenti (halfpipe a Soči 2014; halfpipe a Pyeongchang 2018)

### Mondiali
- 1 medaglia:
  - 1 argento (halfpipe a Sierra Nevada 2017)

### Winter X Games
- 4 medaglie:
  - 2 ori (superpipe a Tignes 2013; superpipe ad Aspen 2017)
  - 2 bronzi (superpipe ad Aspen 2006; superpipe ad Aspen 2014)

### Coppa del Mondo
- Miglior piazzamento in classifica generale: 2ª nel 2004
- Vincitrice della Coppa del Mondo di halfpipe nel 2004 e nel 2017
- 13 podi:
  - 7 vittorie
  - 1 secondi posti
  - 5 terzi posti

#### Coppa del Mondo - vittorie
| Data             | Luogo            | Paese         | Disciplina |
| ---------------- | ---------------- | ------------- | ---------- |
| 22 novembre 2003 | Saas-Fee         | Svizzera      | HP         |
| 8 marzo 2004     | Les Contamines   | Francia       | HP         |
| 13 marzo 2004    | Bardonecchia     | Italia        | HP         |
| 17 dicembre 2016 | Copper Mountain  | Stati Uniti   | HP         |
| 4 febbraio 2017  | Mammoth Mountain | Stati Uniti   | HP         |
| 18 febbraio 2017 | Pyeongchang      | Corea del Sud | HP         |
| 8 dicembre 2017  | Copper Mountain  | Stati Uniti   | HP         |

Legenda:

HP = Halfpipe